# Escola de Artes Visuais do Parque Lage

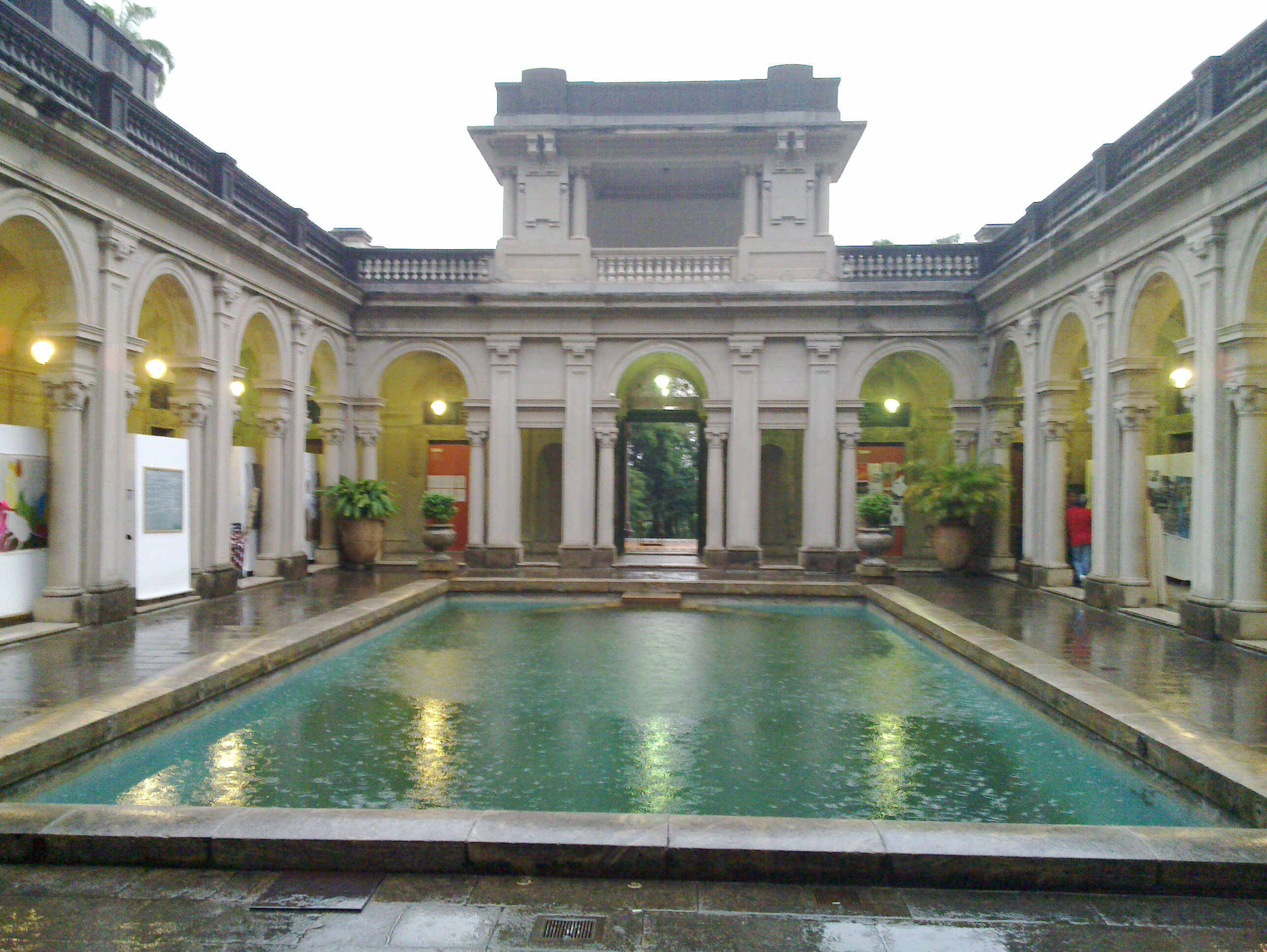
Interior do palácio do Parque Lage, que abriga a escola.

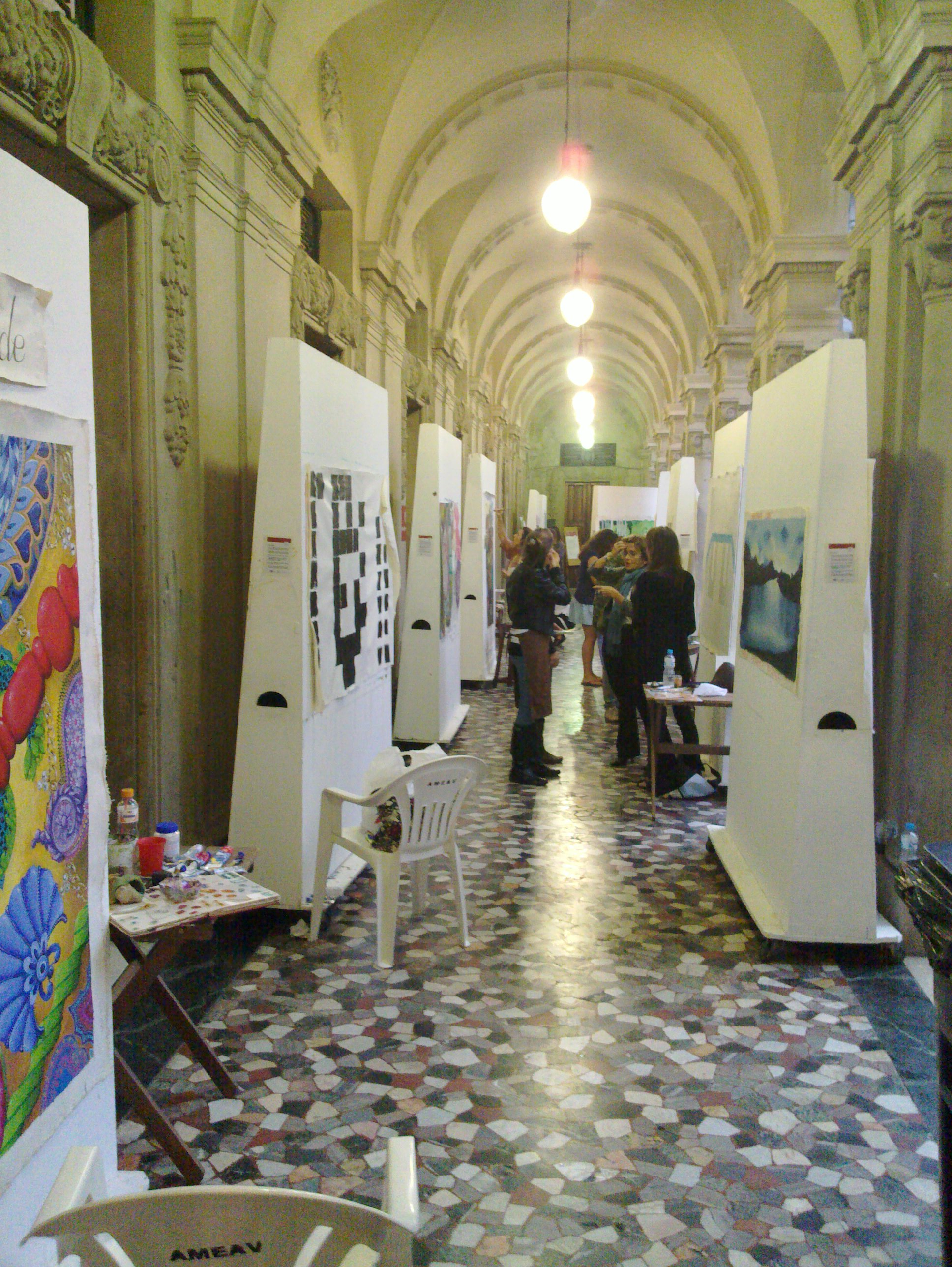
Corredor com atividades dos alunos.

A Escola de Artes Visuais do Parque Lage, localizada no Parque Lage e por isso comumente referida assim, é uma escola de arte visual, se iniciou com o desmantelamento das atividades do Instituto de Belas Artes. foi renomeada por decreto em 1975, estando localizada no bairro do Jardim Botânico, dentro da antiga residencia do armador brasileiro Henrique Lage.

## História
Em 1957, foi criado pela Secretaria de Cultura do Estado da Guanabara o Instituto de Belas Artes (IBA), voltado para o aprendizado de técnicas artísticas, apresentando um conteúdo formal. realizando o primeiro vestibular para o Curso Superior de História da Arte em 1961. Em 1963, formou-se a primeira turma, composta por 13 historiadores da arte. No mesmo ano, o Curso foi incorporado à UEG (atual UERJ), que o abrigou até 1966, quando o IBA foi transferido para o Parque Lage.
Em 1967 foi filmado em suas instalações o filme terra em transe.
Em 1968 foi filmado em suas instalações o filme Macunaima.
Em 2009 foi filmado em suas instalações o filme norte-americano Os Mercenários
A Escola de Artes Visuais (EAV) é fruto do desmantelamento do IBA (Instituto de Belas Artes),  devido a fusão por decreto do Governo Militar do Estado da Guanabara com o Estado do Rio de Janeiro em 1975, sob as ordens de Rubens Gerchman, seu diretor, sendo renomeada School of Visual Arts por curto período. É misterioso e curioso o processo desmantelamento do IBA em EAV.  sendo graduada em 1978 a ultima turma do primeiro curso superior de historia da arte na cidade do Rio de Janeiro.
Em 1976 e renomeada oficialmente por decreto do Departamento de Cultura da Secretaria de Estado de Educação do Rio de Janeiro, em Escola de Artes Visuais. 
Neste ambiente, reuniram-se inúmeros estudantes. Acontecimentos marcantes, como a destruição dos cavaletes da IBA por ordens do então diretor Rubens Gerchman, e o descarte no lago próximo a casa, a resistência dos alunos da IBA com pixaçoes com slogans e declarações de protesto  , também ocorreram exposições  “Como vai você, Geração 80?”, realizada em 1984, shows do movimento Rock Brasil e encenações como “A Tempestade”, baseada na obra de Shakespeare.
O Instituto de Belas Artes/Escola de Artes Visuais é uma instituição histórica na cidade do Rio de Janeiro.

## A Mansão
Projetada pelo arquiteto Mario Vodret em 1920, com as características da renascença italiana foi residência do armador brasileiro Henrique Lage o qual construiu a casa para sua esposa, a cantora lírica italiana Gabriella Besanzoni. Possuindo assim a casa grandes capacidades acústicas.